# Ypthima melli
Ypthima melli är en fjärilsart som beskrevs av Forster 1948. Ypthima melli ingår i släktet Ypthima och familjen praktfjärilar. Inga underarter finns listade i Catalogue of Life.